# Gerrit Zalm
Gerrit Zalm, född 6 maj 1952 i Enkhuizen, är en nederländsk politiker. Han var partiledare för det liberala partiet Folkpartiet för Frihet och Demokrati 2002-2004. Han var finansminister 1994-2002 och 2003-2007 samt biträdande premiärminister 2003-2007. Han är därmed den finansminister som tjänstgjort längst tid i detta ämbete.  
Zalm studerade nationalekonomi på Vrije Universiteit Amsterdam och tjänstgjorde därefter som tjänsteman, bland annat som direktör för statliga Centraal Planbureau 1989-1994. Han var till en början socialdemokrat, men är sedan 1984 medlem i VVD. Han representerade partiet i Generalstaternas andra kammare 2002-2003.
Sedan 2009 är han styrelseordförande i ABN Amro.